# Tzoeptic
Tzoeptic es una localidad del estado mexicano de Chiapas. Es parte del municipio de Mitontic.

## Demografía
| Gráfica de evolución demográfica |
|                                  |

| Censo | Población |
| ----- | --------- |
| 1910  | 75        |
| 1921  | 165       |
| 1930  | 150       |
| 1940  | 268       |
| 1950  | 275       |
| 1960  | 303       |
| 1970  | 194       |
| 1980  | 308       |
| 1990  | 277       |
| 2000  | 633       |
| 2010  | 1 295     |
| 2020  | 1 831     |